# Grijskeelboomtimalia
De grijskeelboomtimalia (Stachyris nigriceps) is een soort boomtimalia uit het geslacht Stachyris en de familie Timalia's (Timaliidae). De vogel komt voor in het Himalayagebied en Zuidoost-Azië.

## Kenmerken
De grijskeelboomtimalia is gemiddeld 14 cm lang. Het is een bruine, gedrongen, onopvallende vogel, van boven donkerder bruin dan van onder. Kenmerken voor de grijskeelboomtimalia is de grijze keel, en een donkergrijze kruin met lichte streepjes, een okerkleurige ring rond het oog en (afhankelijk van de ondersoort) een kleine lichte wenkbrauwstreep en een lichte baardstreep.

## Verspreiding en leefgebied
Het verspreidingsgebied wordt weergegeven door het voorkomen van de 12 ondersoorten:
- S. n. nigriceps (Himalayagebied)
- S. n. coltarti (Noordoost-India, Noord-Myanmar en Zuidwest-China)
- S. n. spadix (Oost- en Zuid-Assam, Oost-Bangladesh, Zuid-Myanmar en West-Thailand)
- S. n. yunnanensis (Oost-Myanmar, Noord-Thailand, Zuid-China tot in Noord- en Midden-Indochina)
- S. n. rileyi (Zuid-Indochina)
- S. n. dipora (Noord- en Midden-Malakka)
- S. n. davisoni (Zuid-Malakka)
- S. n. larvata (Sumatra en eilandjes daarvan ten oosten)
- S. n. natunensis (Natuna-eilanden)
- S. n. tionis (Tioman)
- S. n. hartleyi (Noordwest-Borneo)
- S. n. borneensis (de rest van Borneo)

Het is een vogel van ondergroei in montaan regenwoud tot op een hoogte van 2400 m waar de vogels zich ophouden in de ondergroei en meestal in kleine groepjes foerageren op kleine insecten.

## Status
De grijskeelboomtimalia heeft een enorm groot verspreidingsgebied en daardoor alleen al is de kans op de status kwetsbaar (voor uitsterven) gering. De grootte van de populatie is niet gekwantificeerd. Hoewel de vogel plaatselijk vrij algemeen is, lopen de aantallen echter terug door versnippering van het leefgebied. Echter, het tempo van achteruitgang ligt onder de 30% in tien jaar (minder dan 3,5% per jaar). Om deze redenen staat deze boomtimalia als niet bedreigd op de Rode Lijst van de IUCN.